# U.S. Olympic Trials 2016 (Leichtathletik)
Die U.S. Olympic Trials der Leichtathletik 2016 fanden vom 1. bis 10. Juli 2016 im Hayward Field in Eugene, Oregon statt. Organisiert wurden sie vom Leichtathletikverband USA Track & Field und waren gleichzeitig auch die nationalen Meisterschaften.

## Qualifikation für die Olympischen Spiele
Die Trials dienten als Qualifikation für das US-amerikanische Team bei den Olympischen Spielen 2016 in Rio de Janeiro. Hierfür mussten ein Athlet die Qualifikationsnorm erfüllen und bei drei zu vergebenen Olympiaplätzen im Endklassement der jeweiligen Disziplin zu den drei besten Sportlern mit erfüllter Qualifikationsnorm gehören.

## Ausgelagerte Wettbewerbe
Drei Wettbewerbe der Olympic Trials fanden an einen anderen Ort und Zeit statt. Die Marathonläufe wurden am 13. Februar in Los Angeles ausgetragen, das 50-km-Straßengehen am 21. Februar in Santee, Kalifornien und das 20-km-Straßengehen am 30. Juni in Salem, Oregon.

## Ergebnisse
Qualifikationsnorm für die Olympischen Spiele wurde nicht erfüllt
   Qualifikationsnorm für die Olympischen Spiele wurde nicht erfüllt, durften aber dennoch teilnehmen

### Männer
| Disziplin        | Gold               | Gold         | Silber               | Silber       | Bronze           | Bronze       |
| ---------------- | ------------------ | ------------ | -------------------- | ------------ | ---------------- | ------------ |
| 100 m            | Justin Gatlin      | 9,80 s       | Trayvon Bromell      | 9,84 s       | Marvin Bracy     | 9,98 s       |
| 200 m            | Justin Gatlin      | 19,75 s      | LaShawn Merritt      | 19,79 s      | Ameer Webb       | 20,00 s      |
| 400 m            | LaShawn Merritt    | 43,97 s      | Gil Roberts          | 44,73 s      | David Verburg    | 44,82 s      |
| 800 m            | Clayton Murphy     | 1:44,76 min  | Boris Berian         | 1:44,92 min  | Charles Jock     | 1:45,48 min  |
| 1500 m           | Matthew Centrowitz | 3:34,09 min  | Robby Andrews        | 3:34,88 min  | Ben Blankenship  | 3:36,18 min  |
| 5000 m           | Bernard Lagat      | 13:35,50 min | Hassan Mead          | 13:35,70 min | Paul Chelimo     | 13:35,92 min |
| 10.000 m         | Galen Rupp         | 27:55,04 min | Shadrack Kipchirchir | 28:01,52 min | Leonard Korir    | 28:16,09 min |
| Marathon         | Galen Rupp         | 2:11:12 h    | Meb Keflezighi       | 2:12:20 h    | Jared Ward       | 2:13:00 h    |
| 110 m Hürden     | Devon Allen        | 13,03 s      | Ronnie Ash           | 13,21 s      | Jeff Porter      | 13,21 s      |
| 400 m Hürden     | Kerron Clement     | 48,50 s      | Byron Robinson       | 48,79 s      | Michael Tinsley  | 48,82 s      |
| 3000 m Hindernis | Evan Jager         | 8:22,48 min  | Hillary Bor          | 8:24,10 min  | Donn Cabral      | 8:26,37 min  |
| 20 km Gehen      | John Nunn          | 1:25:37 h    | Trevor Barron        | 1:27:28 h    | Nick Christie    | 1:27:44 h    |
| 50 km Gehen      | John Nunn          | 4:03:21 h    | Nick Christie        | 4:22:31 h    | Michael Mannozzi | 4:31:37 h    |
| Hochsprung m1    | Erik Jynard        | 2,29 m       | Kyle Landon          | 2,26 m       | Bradley Adkins   | 2,21 m       |
| Stabhochsprung   | Sam Kendricks      | 5,91 m       | Cale Simmons         | 5,65 m       | Logan Cunningham | 5,60 m       |
| Weitsprung m2    | Jeff Henderson     | 8,59 m       | Jarrion Lawson       | 8,58 m       | Will Claye       | 8,42 m       |
| Dreisprung       | Will Claye         | 17,65 m      | Christian Taylor     | 17,39 m      | Chris Benard     | 17,21 m      |
| Kugelstoßen      | Ryan Crouser       | 22,11 m      | Joe Kovacs           | 21,95 m      | Darrell Hill     | 21,63 m      |
| Diskuswurf       | Mason Finley       | 63,42 m      | Tavis Bailey         | 61,57 m      | Andrew Evans     | 61,22 m      |
| Hammerwurf m3    | Rudy Winkler       | 76,76 m      | Kibwé Johnson        | 75,11 m      | Conor McCullough | 74,14 m      |
| Speerwurf m4     | Cyrus Hostetler    | 83,24 m      | Curtis Thompson      | 82,88 m      | Riley Dolezal    | 79,67 m      |
| Zehnkampf        | Ashton Eaton       | 8750 Punkte  | Jeremy Taiwo         | 8425 Punkte  | Zach Ziemek      | 8413 Punkte  |

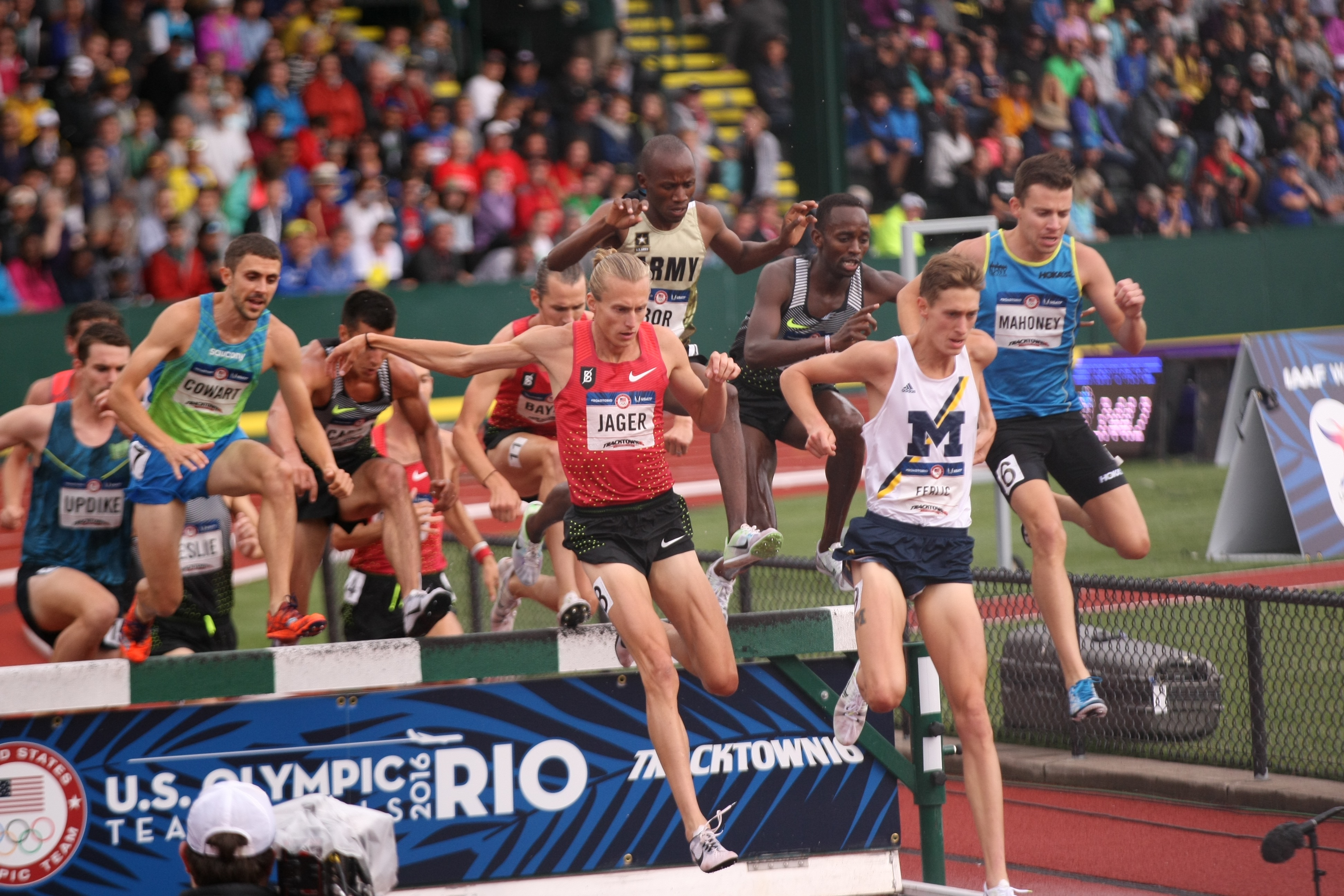
Evan Jager (rotes Singlet) gewann den 3000-Meter-Hindernislauf
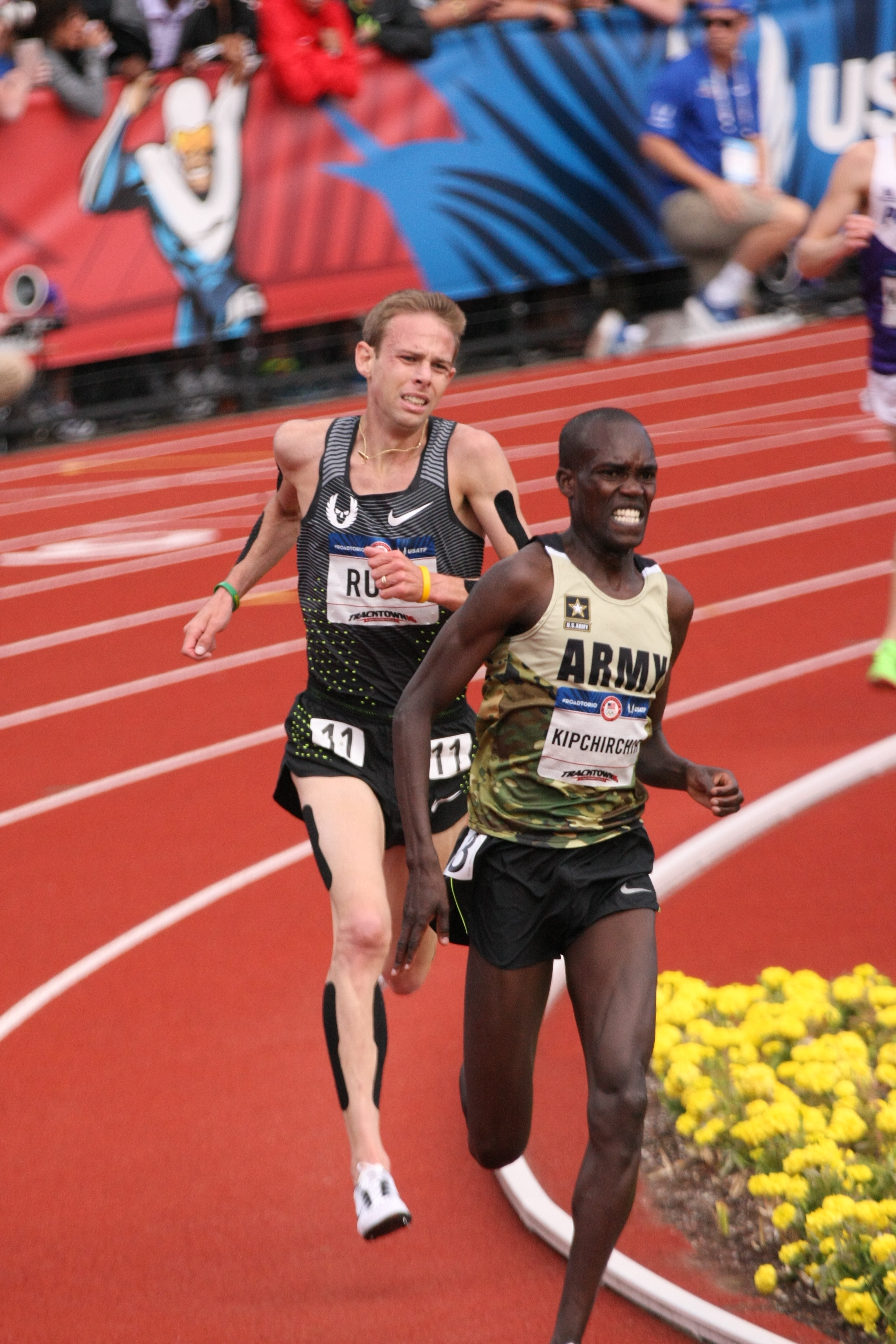
Galen Rupp (links) gewann den 10.000-Meter-Lauf vor Shadrack Kipchirchir (rechts)
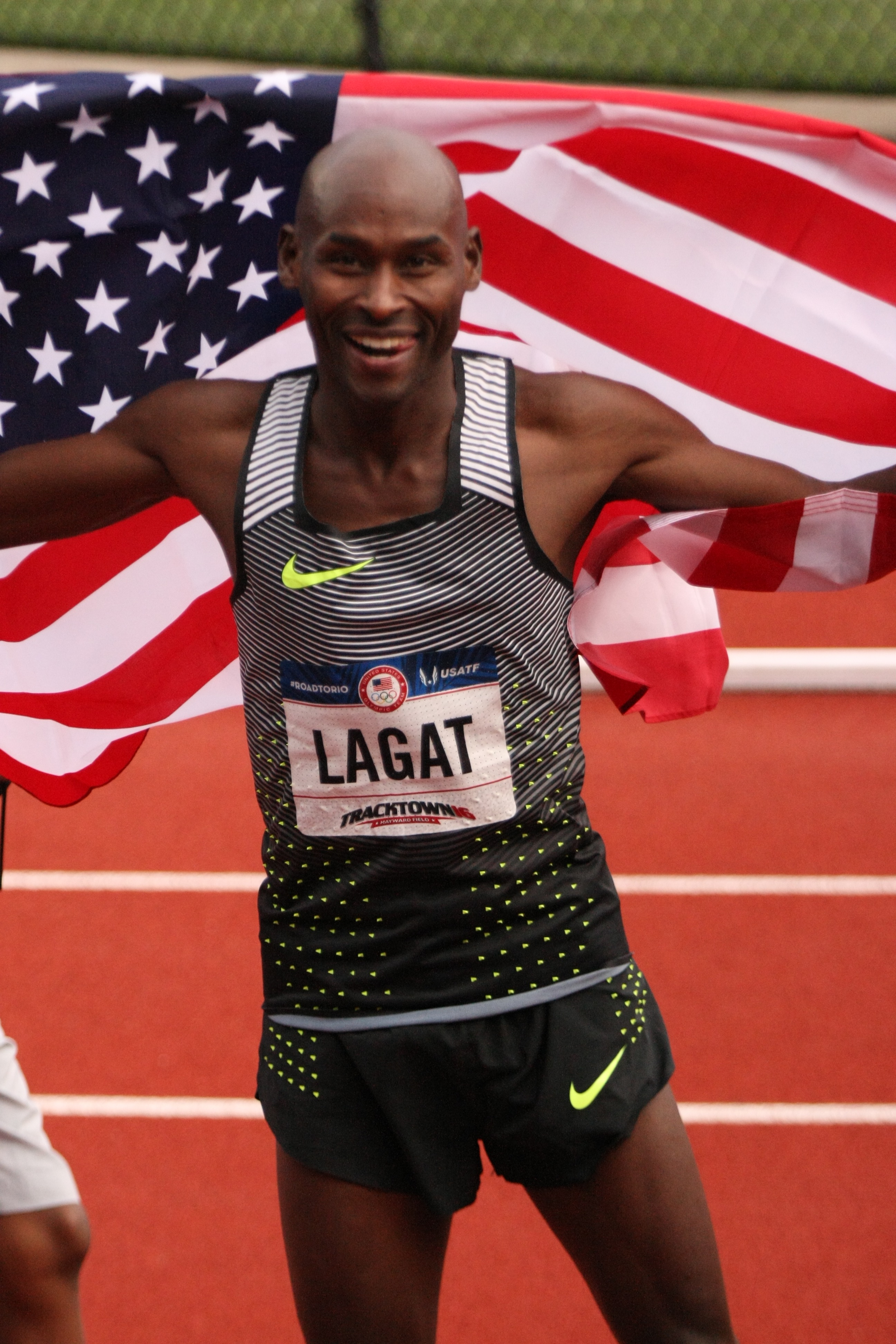
Bernard Lagat siegte im 5000-Meter-Lauf
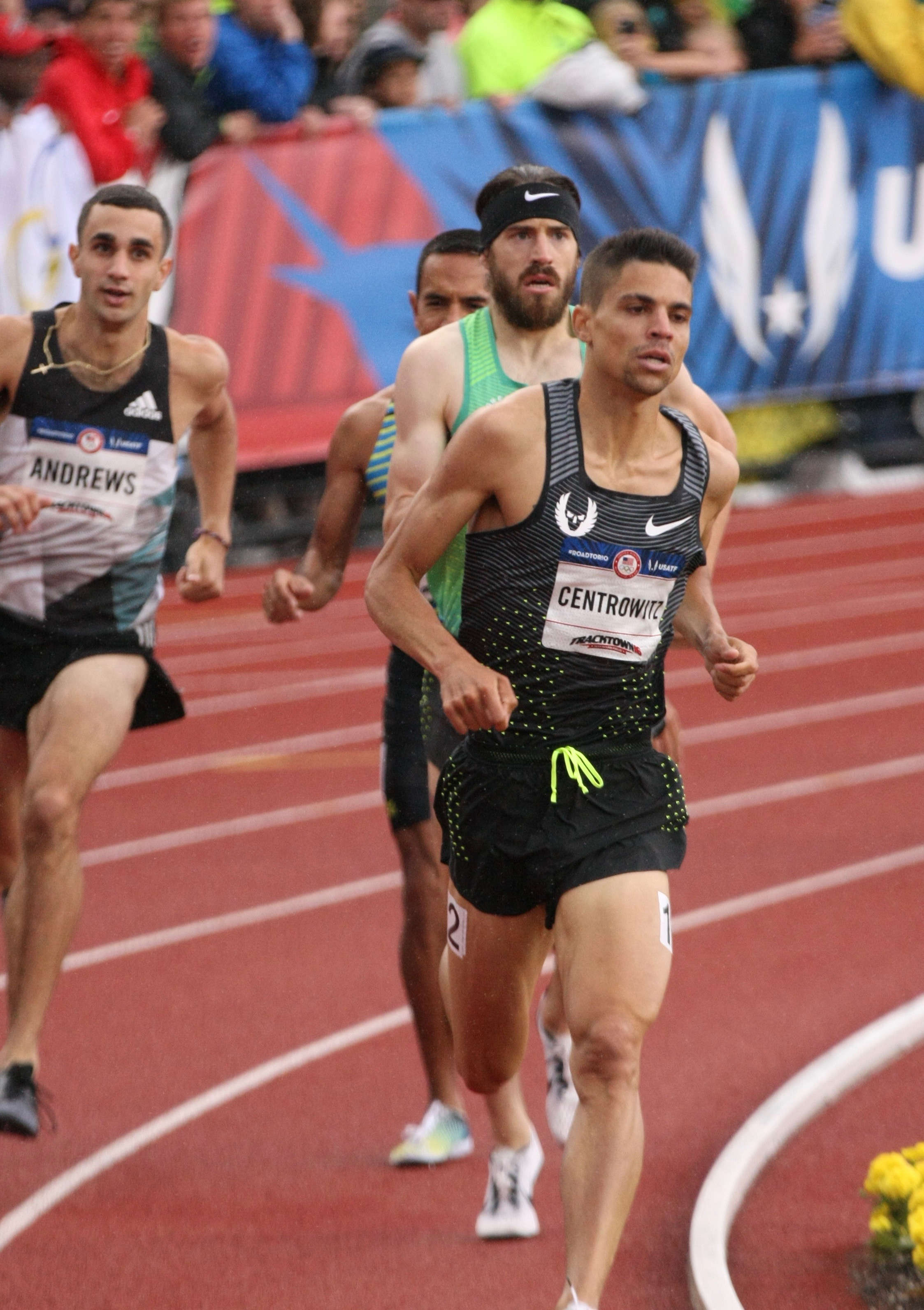
Matthew Centrowitz siegte im 1500-Meter-Lauf

### Frauen
| Disziplin        | Gold                | Gold         | Silber              | Silber       | Bronze             | Bronze       |
| ---------------- | ------------------- | ------------ | ------------------- | ------------ | ------------------ | ------------ |
| 100 m            | English Gardner     | 10,74 s      | Tianna Bartoletta   | 10,78 s      | Tori Bowie         | 10,78 s      |
| 200 m            | Tori Bowie          | 22,25 s      | Deajah Stevens      | 22,30 s      | Jenna Prandini     | 22,53 s      |
| 400 m            | Allyson Felix       | 49,68 s      | Phyllis Francis     | 49,94 s      | Natasha Hastings   | 50,17 s      |
| 800 m            | Kate Grace          | 1:59,10 min  | Ajeé Wilson         | 1:59,51 min  | Chrishuna Williams | 1:59,59 min  |
| 1500 m           | Jenny Simpson       | 4:04,74 min  | Shannon Rowbury     | 4:05,39 min  | Brenda Martinez    | 4:06,16 min  |
| 5000 m f1        | Molly Huddle        | 15:05,01 min | Shelby Houlihan     | 15:06,14 min | Kim Conley         | 15:10,62 min |
| 10.000 m         | Molly Huddle        | 31:41,62 min | Emily Infeld        | 31:46,09 min | Marielle Hall      | 31:54,77 min |
| Marathon         | Amy Cragg           | 2:28:20 h    | Desiree Linden      | 2:28:54 h    | Shalane Flanagan   | 2:29:19 h    |
| 100 m Hürden     | Brianna Rollins     | 12,34 s      | Kristi Castlin      | 12,50 s      | Nia Ali            | 12,55 s      |
| 400 m Hürden     | Dalilah Muhammad    | 52,88 s      | Ashley Spencer      | 54,02 s      | Sydney McLaughlin  | 54,15 s      |
| 3000 m Hindernis | Emma Coburn         | 9:17,48 min  | Courtney Frerichs   | 9:20,92 min  | Colleen Quigley    | 9:21,29 min  |
| 20 km Gehen      | Maria Michta-Coffey | 1:33:41 h    | Miranda Melville    | 1:34:12 h    | Katie Burnett      | 1:41:13 h    |
| Hochsprung       | Chaunté Lowe        | 2,01 m       | Vashti Cunningham   | 1,97 m       | Inika McPherson    | 1,93 m       |
| Stabhochsprung   | Jenn Suhr           | 4,80 m       | Sandi Morris        | 4,75 m       | Alixis Weeks       | 4,70 m       |
| Weitsprung       | Brittney Reese      | 7,31 m       | Tianna Bartoletta   | 7,02 m       | Janay DeLoach      | 6,93 m       |
| Dreisprung       | Keturah Orji        | 14,32 m      | Christina Epps      | 14,17 m      | Andrea Geubelle    | 13,95 m      |
| Kugelstoßen      | Michelle Carter     | 19,59 m      | Raven Saunders      | 19,24 m      | Felisha Johnson    | 19,23 m      |
| Diskuswurf       | Whitney Ashley      | 62,25 m      | Shelbi Vaughan      | 60,28 m      | Kelsey Card        | 60,13 m      |
| Hammerwurf       | Amber Campbell      | 74,03 m      | Gwen Berry          | 73,09 m      | DeAnna Price       | 73,09 m      |
| Speerwurf f2     | Maggie Malone       | 60,84 m      | Hannah Carson       | 58,19 m      | Kara Winger        | 57,90 m      |
| Siebenkampf      | Barbara Nwaba       | 6494 Punkte  | Heather Miller-Koch | 6423 Punkte  | Kendell Williams   | 6402 Punkte  |

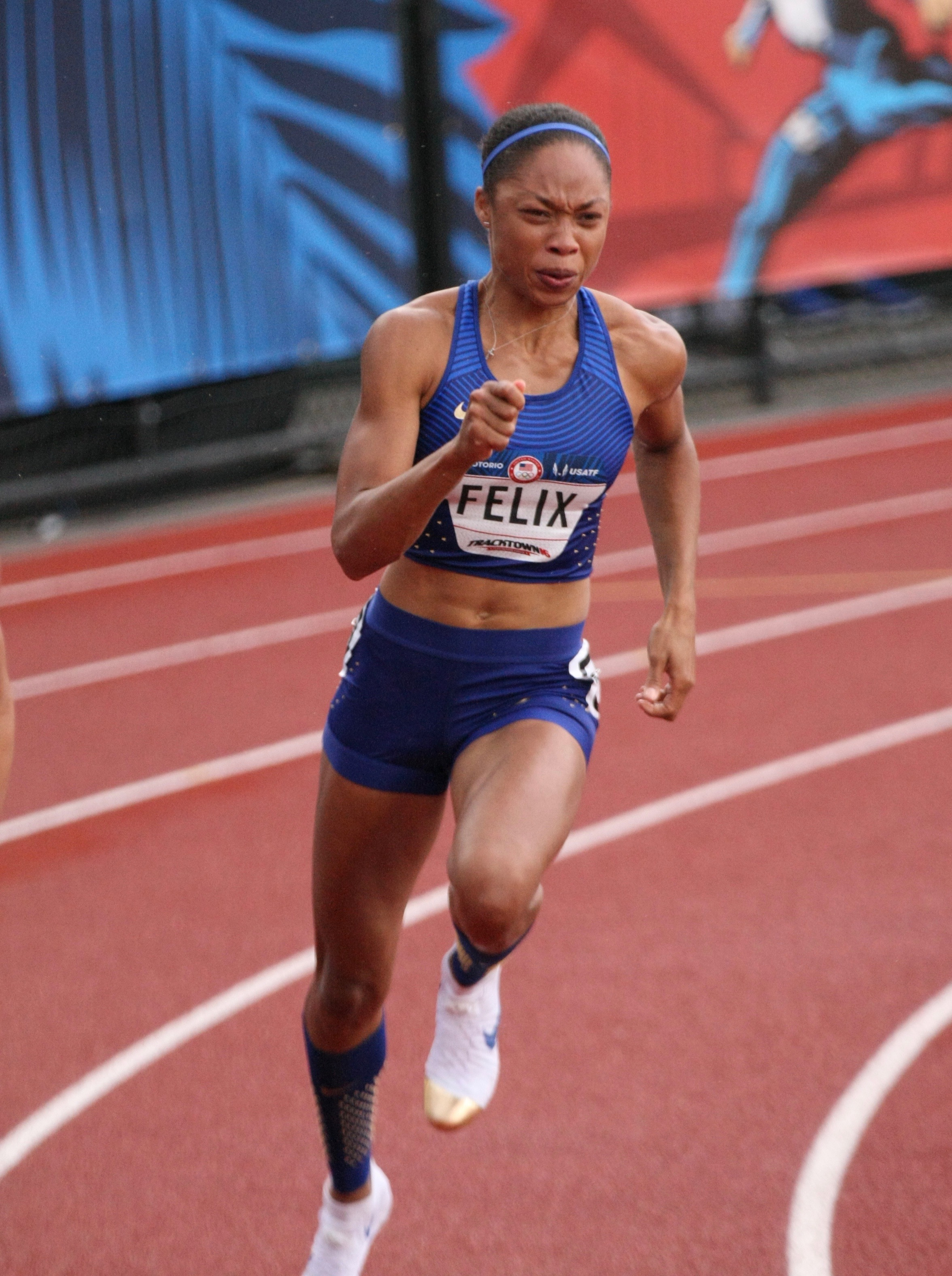
400-Meter-Siegerin Allyson Felix
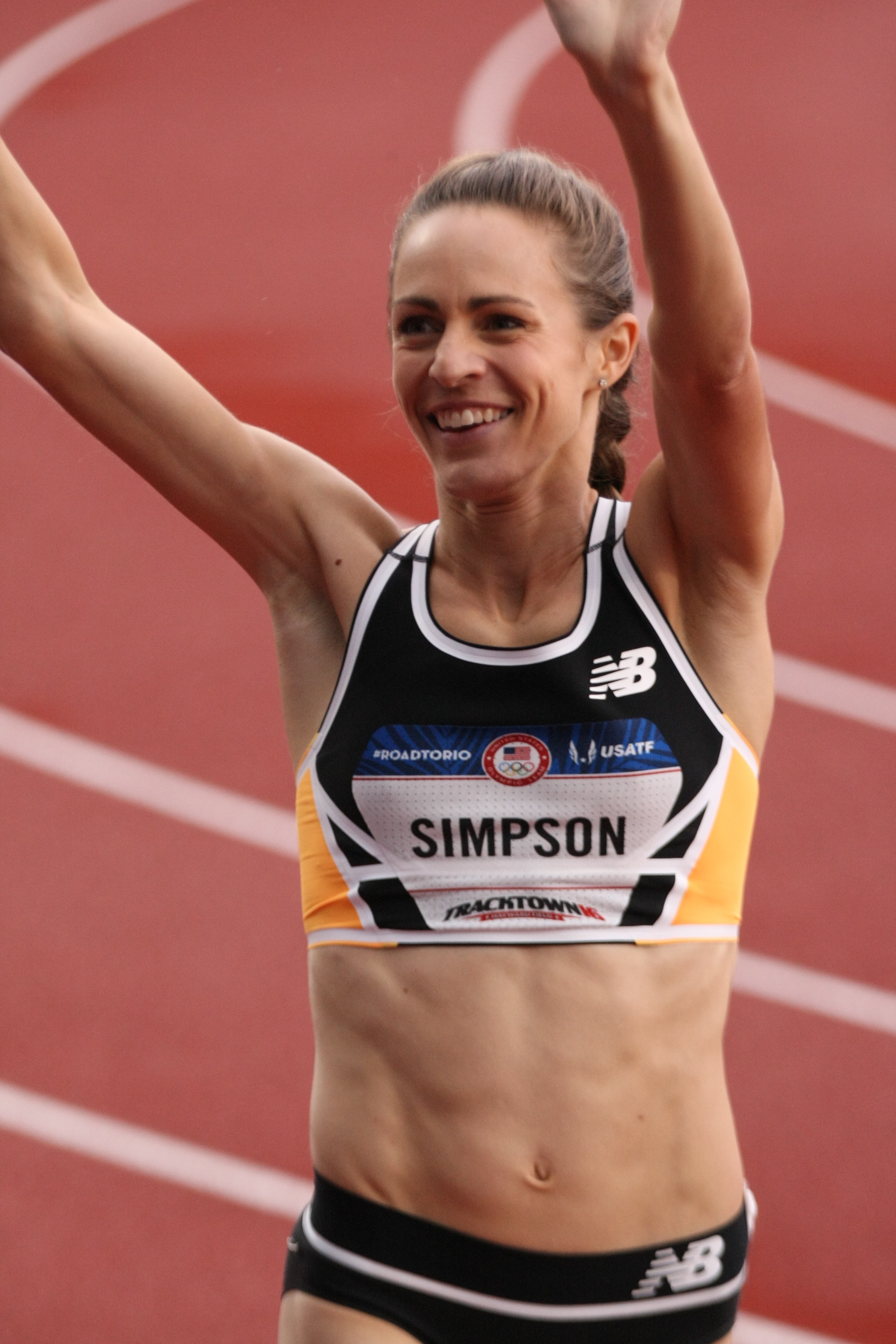
Jenny Simpson gewann den 1500-Meter-Lauf
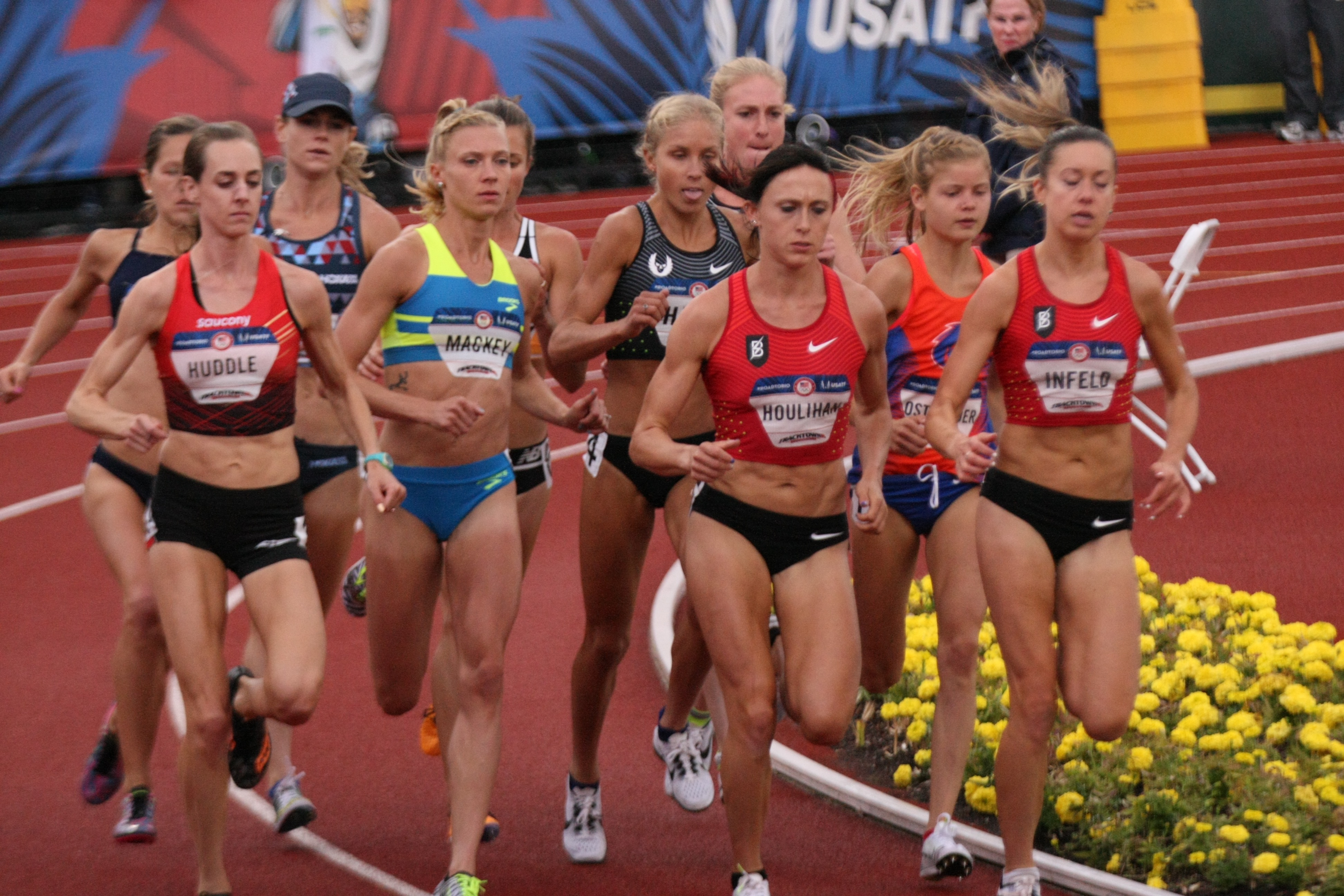
Molly Huddle (links) siegte im 5000- und 10.000-Meter-Lauf
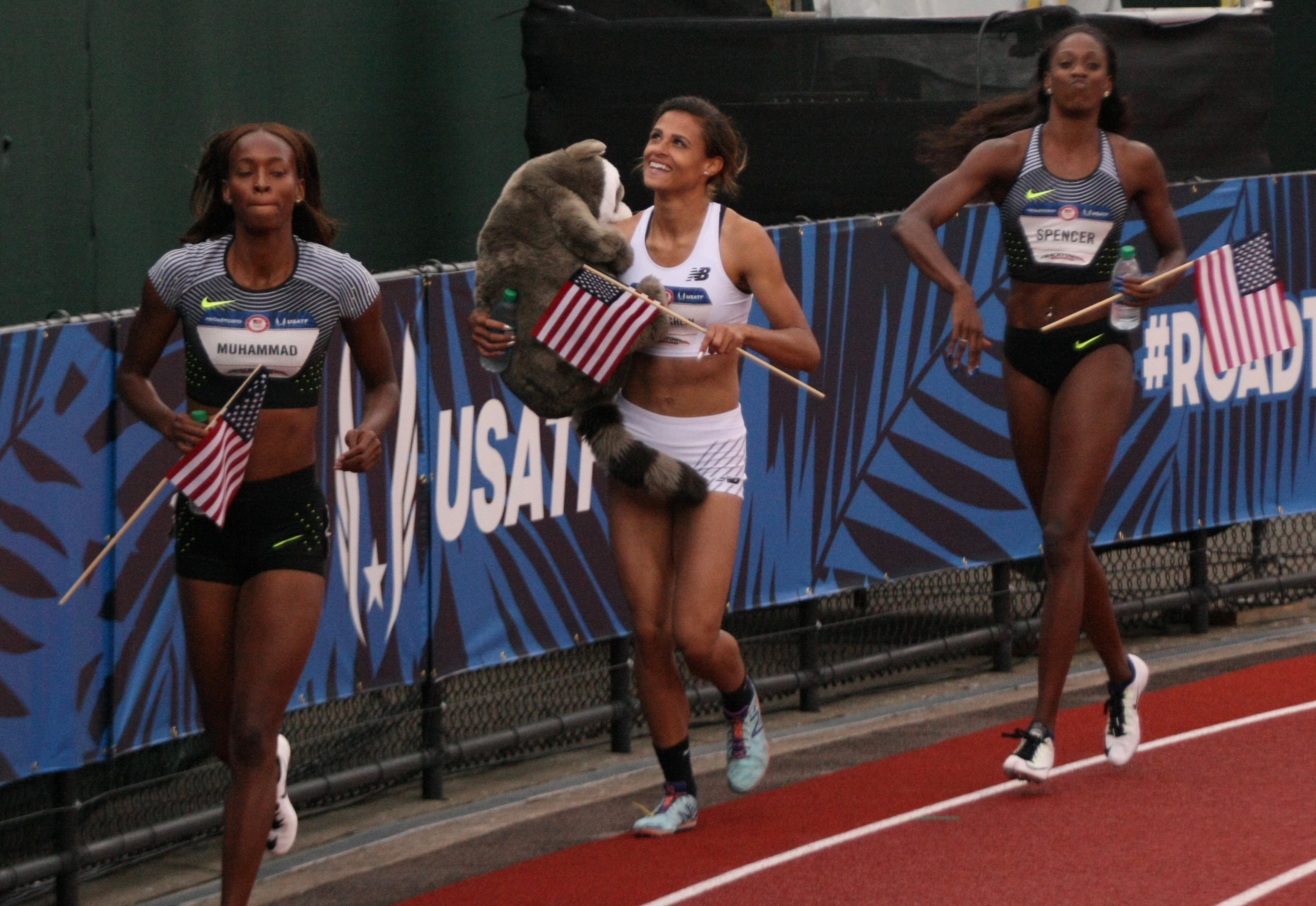
Die drei Medaillengewinnerinnen des 400-Meter-Hürdenlaufs (von links: Dalilah Muhammad, Sydney McLaughlin und Ashley Spencer)